# Parceria Oriental

Estados-membros da União Europeia
Membros da Parceria Oriental

A Parceria Oriental (conhecida pela sigla em inglês EaP - Eastern Partnership) é um projeto que foi iniciado pela União Europeia (UE). Foi apresentado pelo ministro das Relações Exteriores da Polónia com a ajuda da Suécia no Conselho de Relações Exteriores da UE em Bruxelas em 26 de Maio 2008. A Parceria Oriental foi inaugurada em Praga, em 7 de maio de 2009.
A primeira reunião de ministros das Relações Exteriores no âmbito da Parceria Oriental foi realizada em 8 de dezembro de 2009, em Bruxelas, Bélgica.

## Membros
A Parceria Oriental é composta por Estados pós-soviéticos: Bielorrússia, Ucrânia, Moldávia, Azerbaijão, Arménia e Geórgia, além da União Europeia. Houve muito debate sobre a inclusão da Bielorrússia, que a UE considera uma ditadura autoritária. O país acabou por ser convidado a participar devido a preocupações da UE sobre um excesso de influência russa na região.
Em 30 de setembro de 2011, a Bielorrússia aparentemente retirou-se da iniciativa por causa de uma "discriminação sem precedentes" e uma "substituição" dos princípios em que foi construída há dois anos. No entanto, três dias depois ministro dos Negócios Estrangeiros do país, Sergei Martynov, refutou isso.
- Arménia
- Azerbaijão
- Bielorrússia
- União Europeia
- Geórgia
- Moldávia
- Ucrânia